# 遇羅克
遇羅克（ぐう らこく、1942年 - 1970年3月5日）は、中華人民共和国の思想家、政治家。北京人民機器廠の学徒工員。文化大革命（文革）中に、文革派を批判する出身論などの文章を発表し、処刑された。

## 生涯
1966年2月13日、文匯報紙に「機会唯物論との闘争を行うときは来た」とする文章を発表し、戯曲『海瑞罷官』に対して姚文元がおこなった批判（新編歴史劇『海瑞罷官』を評す）に反対する立場を取った。姚の文章は、文芸評論の形式を取りながら当時の北京市の共産党幹部を攻撃するもので、文化大革命の端緒となったものであった。
北京大学の学生で、最高検察院副検察長の譚政文の息子である譚力夫が自身の正当性を喧伝するため、「親が英雄なら子は好漢、親が反動なら子はバカ者」「基本はかくの如し」とする「血統論」を展開して文革推進派もこれを黙認した。
当時、「紅五類」（労働者、貧農、革命幹部、革命軍人、革命烈士）「黒五類」（地主、富農、反革命分子、悪質分子、右派分子）というように両親の職業による分類が幅を利かせており、「先天的な罪人」として悲惨な結末を迎えた青年が多数いる現実から、1966年12月に「出身論」を北京の王府井で発表し、「人為的な溝」と血統主義と譚力夫を批判した。
この反論に紅衛兵に迫害された黒五類らから反響は大きかったが、1967年4月14日に戚本禹が『出身論』は大毒草であると批判し、1968年1月5日に遇羅克は逮捕された。「悪辣な攻撃」「暗殺を行おうとしていた」「反革命集団を組織していた」と批判され、1970年3月5日に北京工人体育場で死刑が宣告され、即時執行された。
1979年に名誉回復。